# ゴリパラ見聞録
『ゴリパラ見聞録』（ゴリパラけんぶんろく）は、テレビ西日本（TNC）で毎週土曜0:45 - 1:15（金曜深夜）に放送されている旅バラエティ番組。
ゴリけんとパラシュート部隊の冠番組であり、番組名はゴリけんの「ゴリ」とパラシュート部隊の「パラ」から取っている。通称「ゴリパラ」。

## 概要
街頭インタビューやメールで視聴者に行きたい場所を聞き、5つの候補からあみだくじで目的地を決定する。目的地は日本全国が対象だが、予算や天候の都合から九州地方などに限定する場合もある。以前は福岡県内が目的地となったケースはなかったが、2020年以降は新型コロナウイルス感染症拡大の影響による福岡県への緊急事態宣言及びまん延防止等重点措置の発令や、また出演者3名が同年9月に小川洋福岡県知事（当時）から「ふくおかファンクラブ」アンバサダーに任命されたこともあり、2021年11月13日放送分まで、福岡県内で依頼者の願いを叶えながらその地区の魅力を伝える「福岡アンバサダー」というコンセプトのロケ形式になっていた。同月20日放送分から2022年4月23日放送分までは目的地を九州および山口県までに拡大している。また全国ロケ再開後もスケジュールの都合等により随時「九州・山口限定」で目的地を募る事例がある。
番組の構成としては、目的地まで実際に足を運び、依頼者の撮ってきてほしい写真を撮影。その写真をメールでプレゼントする「行き当たりばったりの珍道中バラエティ」である。
元々は『テレ西のタネ』（新番組開発のための番組）の中で放送された「君の代わりにあの場所へ」という企画だったが、番組タイトル・内容もその中で決定した。この回の出演者はゴリけんと斉藤の2人であり、長崎バイオパークを目的地に旅をした。
『ゴリパラ見聞録』としての初回放送は2009年10月17日（16日深夜）で、『今夜も万事快調!』内の1コーナーだった。その後単独番組化やコーナー化を繰り返し現在に至る。一時は打ち切りの可能性もあったが、3人の車中トークや、「一献」と呼ばれる飲み会で弱い部分をさらけ出した姿が評判となり、徐々に人気を得るようになった。
当初は福岡ローカルの番組であったが、フジテレビONEでの放送開始を皮切りに各地のFNS系列局や独立局への放送が開始されるようになり、全国的な知名度を得るようになった。
2017年7月15日（14日深夜）の放送にて、番組史上最高視聴率となる8.2%を記録した。
旅の途中での出演者のやり取り（愚痴や出演者同士の罵倒が多い）を映した演出や、ローカル番組ながら全国的な知名度を得るようになったことから「九州の『水曜どうでしょう』」と呼ばれることもあり、『水曜どうでしょう』とのコラボレーション企画も度々行われている。ただし、『水曜どうでしょう』側で登場しているのは藤村忠寿、嬉野雅道の両ディレクターのみで、タレント同士の共演は現時点では行われていない。

### 撮影スタイル
出演者3人にスタッフ2人が同行し、計5人で旅を進める。目的地までの移動手段は主にミニバンなどの乗用車である。福岡から高速道路で約6 - 7時間で行ける範囲（九州は全域、本州は関西方面まで）は自動車移動となり、それ以上は新幹線・飛行機移動となる（目的地が関西の場合はその都度ディレクターが移動手段を判断する）。新幹線・飛行機移動の場合も、主要の駅・空港に到着後はレンタカーを借りて自動車移動する（経費節約のため、出演者自ら運転する）。また、プロデューサーやディレクターも割と映ることが多い。この辺りが『水曜どうでしょう』とは異なるほか、演出としてテロップによるツッコミが入るのも特徴である。
乗用車移動の場合は主に斉藤が運転し、助手席にはディレクターの富永、後部座席の運転席側にゴリけん、助手席側には矢野が、最後部座席にはスタッフが座る。
2020年以降に放送された「福岡アンバサダー」では「密」を避けるため運転手付きロケバス移動となっていた。

### 番組の流れ

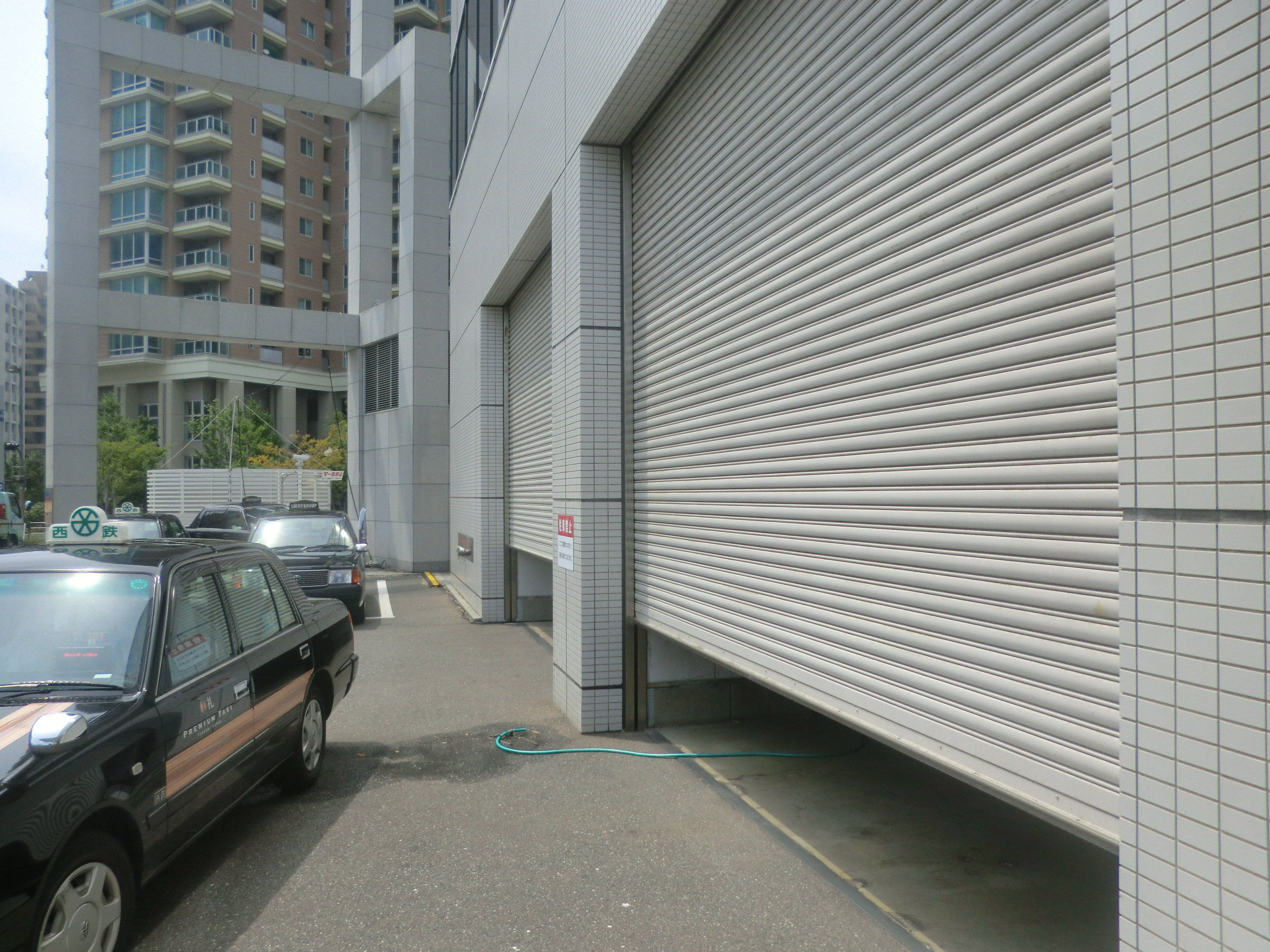
ミッションの始点となる地点（TNC東通用口そば）

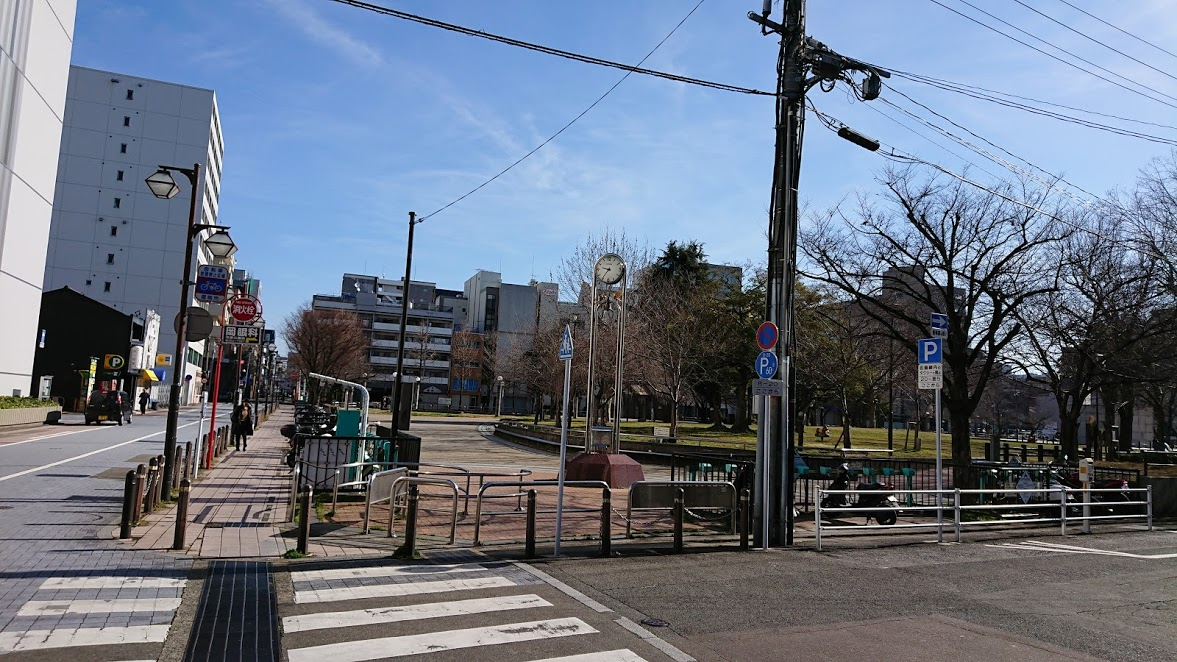
じゃんけんやあみだくじが行われる地点（冷泉公園）

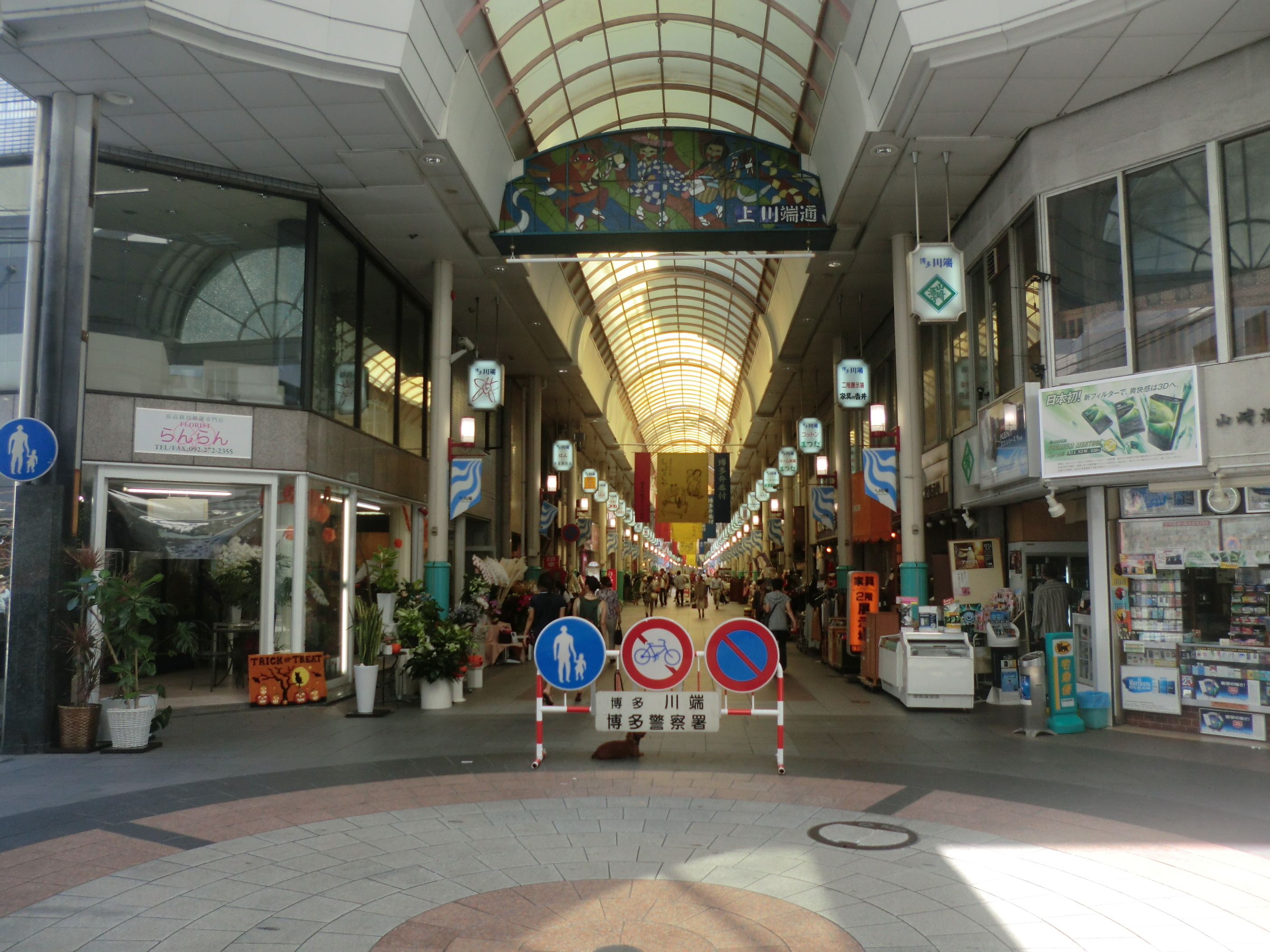
かつてインタビューを行っていた地点（川端通商店街）

基本的には1回の旅を前編・後編の2週に分けて放送しており、前編は1日目、後編は2日目と明確に分かれている。
前編（1日目）
午前10時に出演者がTNC本社に集合後、中洲川端にある冷泉公園（雨天時は川端通商店街）に移動。公園に集まった視聴者（「キッズ」と呼称）をじゃんけんで選抜し、インタビューした後あみだくじでミッションを決定。車で出発し、目的地が遠方（大阪以東）の場合は博多駅または福岡空港へ向かい、目的地が大阪までの場合はそのまま車で向かう。「福岡アンバサダー」では、事前に選ばれた5組の「キッズ」からリモートで目的地をインタビューする。到着後に「一献」を行い、1日目終了（緊急事態宣言中はTNC会議室でのお取り寄せ、もしくは「一献」なし）。
- オープニング - 出演者がTNCの通用口に集合する様子
- エンディング - 後編の次回予告を兼ねている。最後に後編のサブタイトル

後編（2日目）
出演者がホテル出口で集合するシーンからスタート。目的地に向かいながら、観光地に寄り道したり、食事をしたりする。目的地で出演者3人の写真を撮影し依頼者にメールでプレゼント。返信メールを読み上げてミッション終了となる。
- オープニング - 前編のダイジェスト映像
- エンディング - 旅で撮った写真をスライドショーで流し、矢野のナレーションにて旅の感想を述べる。最後の写真は依頼されたミッションの写真

目的地が近ければ1日で終了となるが、出演者（特に斉藤とゴリけん）の「（自宅での煩わしさから解放されたいから）1泊したい」という強い願望もあってか、1つのミッション完了後に近場のミッションの追加や、目的地までの遠回りを行うため、日帰りの回はほとんどない。また、目的地の施設が都合により撮影NGになった場合は依頼者に改めて目的地を聞くパターンがある。

## 歴史

### 年表
※太字は2013年4月13日（12日深夜）放送分冒頭（単独番組復活後初の放送）で歴史を紹介された時の文章
- 2009年
  - 9月15日 - テレビ番組『テレ西のタネ』にて「ゴリパラ見聞録」が放送。
  - 10月17日 - 『今夜も万事快調!』内の1コーナーとなる。
- 2010年
  - 4月4日 - テレビ番組『ゴリパラ見聞録』放送開始（月1回）。
- 2011年
  - 4月16日 - レギュラー放送（週1回）開始。同時にメールでのお便りの募集を開始し、ホームページも開設した。
  - 8月26日 - 『ゴリパラ見聞録 ザ・ゴールデン』放送（後述）。
  - 11月20日 - この日発行の「外戸本」2012年1月号（文榮出版社）から、『ゴリパラ見聞録』としての連載が開始（後述）。
- 2012年
  - 2月17日 - 番組初のトークライブを福岡市で開催。
  - 5月5日 - 『コレカラ』の1コーナーとなる。
  - 6月16日 - 次回予告開始。
- 2013年
  - 4月13日 - レギュラー放送復活。
  - 6月16日 - CS放送・フジテレビONEの番組『ローカルサンデー』内で放送がスタート（後述）。
  - 7月27日 - 「テレ西夏祭り」の本番組ブースで「goripara fes'」と題し、ゴリパラグッズを販売[10]。
  - 9月22日 - フジテレビONEの番組、ローカルサンデー内でCSレギュラー放送決定が発表。
  - 11月8日 - フジテレビONEでレギュラー放送開始[11]。
  - 12月26日 - 番組公式Facebook開設[12]
- 2014年
  - 1月1日 - 午前0時45分から4時まで、正月特番「ゴリパラ見聞録 Happy New Year 生放送SP」を生放送（後述）[13][14]
  - 4月4日 - tvk（テレビ神奈川）で放送開始（毎週木曜25:30 - 26:00）。TNCで2013年4月12日放送分より順次放送。
  - 5月25日 - 番組初のDVD『ゴリパラ見聞録 DVD Vol.1』発売。「制作サイド1000枚」の目標を大幅に上回る5,000枚以上を売り上げる[15]。
  - 5月25日 - DVD発売記念！ゴリパラ見聞録大感謝祭を開催。3000人を動員[16]。
  - 10月3日 - KTN（テレビ長崎）で放送が開始（毎週木曜25:15 - 25:45）。TNCで2013年10月11日放送分より順次放送[17]。
- 2015年
  - 1月1日 - 元日の午前0時45分から4時まで、ゴリパラ見聞録のお正月特番「ゴリパラ見聞録 2015 Happy New Year 生放送SP」を生放送
  - 1月1日 - DVD第2弾『ゴリパラ見聞録 DVD Vol.2』発売。同日付のオリコンデイリーDVD総合ランキングで第1位。1月12日付のオリコン週間総合DVDランキングでは、2位にランクイン[7]。
  - 1月10日 - ゴリパラ見聞録DVD vol.2 発売記念！ゴリパラ大新年会を開催。
  - 3月30日 - 番組公式Facebook、出演者のTwitterにて、テレビ愛媛、さくらんぼテレビジョンで放送されることが発表される。
  - 6月22日 - 番組公式Facebook、出演者のTwitterにて、東海テレビ放送で放送されることが発表される。
  - 8月1日 - DVD第3弾『ゴリパラ見聞録 DVD Vol.3』発売。
  - 9月17日 - 斉藤のTwitterにて東京MXテレビのサブチャンネルで放送されることが発表される。
  - 9月18日 - 斉藤のTwitterにて鹿児島テレビ放送で放送されることが発表される。
  - 10月5日 - TOKYO MX（東京MXテレビ）で放送が開始[18]（毎週土曜25:00 - 25:30）。TNCで2014年10月3日放送分より順次放送。
  - 12月 - 番組公式ホームページにて、1月19日より山陰中央テレビで放送されることが発表される。
- 2016年
  - 1月1日 - 昨年同様、元日の午前0時45分から4時まで、ゴリパラ見聞録のお正月特番「ゴリパラ見聞録 2016 Happy New Year 生放送SP」を生放送。生放送中にDVD第4弾発売を発表&予約受付開始。また、SP用の新作が放送され、その中で矢野の結婚と3月21日に福岡サンパレスで「ゴリパラ見聞録DVD vol.4発売記念『ゴリパラ披露宴』」が開催されることを発表。
  - 1月8日 - 放送中に「ゴリパラ見聞録DVD Vol.4発売記念『ゴリパラ披露宴』」のチケット先行電話予約開始。25時から27時までの受付だったが、26時過ぎで予約分が完売となった。翌9日に一般発売が発売されたが開始2分で完売。急遽1月16日に追加発売が行われ、こちらも即完売となった。
  - 3月14日 - DVD第4弾『ゴリパラ見聞録 DVD Vol.4』発売。
  - 3月21日 - 福岡サンパレスにて「ゴリパラ見聞録vol.4発売記念『ゴリパラ披露宴』」を開催。イベント内で4月4日よりTKU（テレビ熊本）での放送開始を発表。
  - 4月18日 - 同月14日・16日未明に熊本県と大分県で発生した熊本地震を受け、DVDの印税を被災地に寄付する事を発表。
  - 7月23日 - 「TNC夏祭り2016」にて第2回ジョバジョバ選手権を開催。その際、エンディングでDVD第5弾の発売と、初の全国ツアーの開催が発表された。
  - 10月31日 - DVD第5弾『ゴリパラ見聞録 DVD Vol.5』発売。
  - 11月4日 - ゴリパラ初の全国ツアーとなる「ゴリパラ見聞録DVD Vol.5発売記念四大都市ツアー〜行商〜」の初日、東京公演が表参道GROUNDにて開催。昼夜2回公演。
  - 12月16日 - 「ゴリパラ見聞録DVD Vol.5発売記念四大都市ツアー〜行商〜」の名古屋公演が名古屋BOTTOM LINEにて開催。
- 2017年
  - 1月1日 - 元日の午前0時45分から3時まで、ゴリパラ見聞録のお正月特番「ゴリパラ見聞録 2017 Happy New Year 生放送SP」を生放送。生放送中に後日放送のイベントの詳細などが発表された。
  - 1月6日 - 「ゴリパラ見聞録DVD Vol.5発売記念四大都市ツアー〜行商〜」の大阪公演が松下IMPホールにて開催。大阪では追加公演が実施された。
  - 2月12日 - 「さぬき映画祭2017」に水曜どうでしょうとのコラボ出演。
  - 3月17日 - ゴリパラ見聞録緊急生放送スペシャルが放送され、DVD第6弾の発売が発表された。
  - 4月16日 - かしいかえんにて「ゴリパラ見聞録DVD Vol.5発売記念四大都市ツアー〜行商〜」のラスト公演「ゴリパラ☆サンダーランド in福岡」が開催された。
  - 5月29日 - DVD第6弾『ゴリパラ見聞録 DVD Vol.6』発売。
  - 12月4日 - DVD第7弾『ゴリパラ見聞録 DVD Vol.7』発売。
  - 12月14日 - 25日 - 「ゴリパラ見聞録DVD Vol.7発売記念 ゴリパラ展 in 福岡PARCO」 開催
- 2018年
  - 1月1日 - 元日の午前0時45分から、ゴリパラ見聞録のお正月特番が生放送。
  - 1月21日 - 「DVD Vol.7 発売記念 ゴリパラ新年会 in Tokyo」がZepp Tokyoで開催
  - 2月12日 - 「さぬき映画祭2018」に水曜どうでしょうとのコラボ出演。
  - 3月4日 - 「ゴリパラフェステイバル in 福岡」 を福岡サンパレス ホテル＆ホールで開催。オン・ザ・ロード初披露
  - 6月3日 - 博多祇園山笠の飾り山となる事が発表。
  - 6月23日 - 24日 「聖地巡礼バスツアー」開催。
- 2019年
  - 1月1日 - 元日の午前0時45分から、ゴリパラ見聞録のお正月特番を放送。
  - 3月4日 - DVD第8弾『ゴリパラ見聞録 DVD Vol.8』発売。また、福岡・東京にて『ゴリパラ見聞録 DVD Vol.8』発売記念 DVD鑑賞会＆トークショー開催。
  - 2月17日 - 3月30日 福岡・東京・神奈川・大阪にて、「オン・ザ・ロード」発売記念イベント開催。
  - 3月27日 - 番組テーマ曲CD「オン・ザ・ロード」発売。
  - 4月26日 - 5月23日 - 福岡PARCOにて「ゴリパラカフェ」開催。
  - 6月29日 - Zepp Fukuokaにて「ゴリパラシンポジウム」開催。
  - 7月27日 - 28日 - TNC夏祭り開催。
  - 8月23日 -「ようこそ!ワンガン夏まつり THE ODAIBA 2019」の「THE ODAIBA マイナビステージ」に出演。
- 2020年
  - 1月1日 - 元日の午前0時45分から、ゴリパラ見聞録のお正月特番を放送。その中でゴリパラYouTubeチャンネル開設を発表。
  - 3月以降 - 当時国内での感染が拡大しつつあった新型コロナウイルスの感染拡大防止の為、冷泉公園でのインタビューロケを中止。希望する行き先を、視聴者からメールにて募集する形に変更[19]。
  - 4月6日 - ゴリけんが新型コロナウイルスに感染したことを所属事務所が発表[20]。それに伴い、4月11日（10日深夜）放送分以降当面の間新作のオンエアを見合わせる[21]。
  - 5月23日（22日深夜）- ゴリけんが快復し、リモート収録で新作の放送を再開。ただし、同日は、前編のみの放送で中断となっていた4月4日（3日深夜）放送分（「鹿児島県フォレストアドベンチャーの旅」前編）を再放送した。
  - 6月19日 - 特別企画として「デリバリ見聞録」を放送開始。
  - 8月7日 - 新シリーズとして「篠栗四国八十八箇所霊場巡り」を9週に渡り放送。
  - 10月30日 - 新企画として「福岡アンバサダーの旅」が放送開始。
- 2021年
  - 11月19日 - 九州・山口限定で車の旅が復活。
- 2022年
  - 4月8日 - TVer・FODでの見逃し配信が開始。
  - 4月29日 - 全国の旅が復活。
  - 8月12日、19日 - ゴリけんが出演した『サバカン SABAKAN』公開記念として特別企画を放送。ゲストとして『サバカン』共演者である草彅剛が登場した。
  - 10月29日 - 全国ゴリパラキッズ化計画のリスタートとして、ファンミーティング全国ツアーを開催することを発表した。
- 2023年
  - 1月6日 - YouTubeの生配信にてフジテレビのお昼の情報番組『ぽかぽか』にて1月16日から20日の間、過去作の中からセレクション放送されることを発表した[22]。
  - 1月20日 - 前述の『ぽかぽか』に出演者のゴリけんとパラシュート部隊が出演し、フジテレビ本社ビルにキッズ約300人が来場した[23][24]。
  - 1月25日 - ゴリパラYouTubeチャンネルの登録者数が10万人を突破したことを発表した。
  - 5月6日 - 番組内で新作DVD制作が発表され、それに併せて特典映像にゴリパラ THE WORLD in モンゴル以来の海外旅を収録することを告知した。行き先は公式サイトで公募した中から五カ所を厳選した後にワールドあみだとして公開イベントを開催する。
  - 8月26日 - 公式YouTubeにて、エースコックとのコラボ商品を開発することを発表した。
  - 10月30日 - 前述のコラボ商品である「ゴリパラーメン」が九州限定で販売開始。
  - 11月25日 - 「ゴリパラ通信」にて、2024年に6年ぶりとなる福岡サンパレスでのイベント「スナックゴリパラ」を開催することを発表した。
- 2024年
  - 4月2日 - 公式YouTubeチャンネルにて新作DVD&ブルーレイ発売を発表。特典映像のワールドあみだ第二弾を開催することを発表した。
  - 4月20日 - 公式YouTubeチャンネルにてエースコックとのコラボ商品第二弾を発表した。
  - 10月4日 - この日から放送開始15周年記念OP映像のオンエアが開始され、15周年特設サイトもオープンされた。また「15本の槍」という名の特別企画が発表され、第一弾として15周年限定グッズ、第二弾としてゴリパラーメンの新作が発表された。
  - 10月11日 - 「15本の槍」第三弾として番組初のスマホゲーム配信決定、第四弾として13年ぶりのゴールデン特番放送決定が発表された。
  - 10月18日 - 第五弾として番組テーマソングになっている夢の島がゴリパラ見聞録DVD・Blu-ray Vol.12の初回特典CDになる事が発表された。
  - 12月20日 - 「15本の槍」第三弾として発表されていた「ゲームゴリパラ見聞録〜二次怪獣を回避せよ」がリリース[注 7]され、同日付のApp store「有料パズルゲーム部門」と「有料ロールプレイングゲーム部門」で1位を記録した[25]。
- 2025年
  - 1月1日 - 正月特番にて「15本の槍」の企画の一つとして、同年8月3日に福岡市民ホールにてイベントを開催することを発表。また、U-NEXTでの過去回配信が決定した。
  - 6月27日 - ゴリパラ通信にてセブンイレブンとのコラボ企画でゴリパラカレー企画が始動になったことが発表された。

## 放送時間
※本番組は放送時間の変更と同時に番組の形態が大きく変わるため、便宜上「第○期」とそれぞれ記している。
※すべて日本時間（JST）、金曜日深夜の放送（第2期のみ土曜日）。コーナーの場合は内包する番組の放送時間。
|       | 放送期間       | 放送期間       | 頻度 | 放送時間              | 番組形態 | 備考                                            |
| ----- | -------------- | -------------- | ---- | --------------------- | -------- | ----------------------------------------------- |
| 第1期 | 2009年10月17日 | 2010年03月20日 | 隔週 | 25:05 - 25:35（30分） | コーナー | 『今夜も万事快調!』に内包                       |
| 第2期 | 2010年04月03日 | 2011年03月05日 | 月一 | 09:55 - 10:25（30分） | 単独番組 |                                                 |
| 第3期 | 2011年04月16日 | 2012年03月24日 | 毎週 | 25:10 - 25:40（30分） | 単独番組 | メールでの受付開始・HP開設                      |
| 第4期 | 2012年05月05日 | 2013年03月23日 | 毎週 | 25:05 - 26:05（60分） | コーナー | 『コレカラ』に内包。1ミッションが前・後編に分割 |
| 第5期 | 2013年04月13日 | 2014年03月29日 | 毎週 | 25:05 - 25:35（30分） | 単独番組 | オープニングCGなどが一部リニューアル            |
| 第5期 | 2014年04月05日 | 2015年03月28日 | 毎週 | 24:50 - 25:20（30分） | 単独番組 | 前番組の時間短縮に伴い15分繰り上げ              |
| 第5期 | 2015年04月04日 | 2016年03月26日 | 毎週 | 24:40 - 25:10（30分） | 単独番組 | 前番組の時間短縮に伴い10分繰り上げ              |
| 第5期 | 2016年04月02日 | 2025年03月28日 | 毎週 | 24:55 - 25:25（30分） | 単独番組 | 前番組拡大に伴い15分繰り下げ                    |
| 第5期 | 2025年04月04日 |                | 毎週 | 24:45 - 25:15（30分） | 単独番組 | 前番組の放送枠変更に伴い10分繰り上げ            |

## 出演者・スタッフ
番組内（主にナレーション）では、旅を進める出演者・同行スタッフを総称して「ゴリパラ一行」と呼んでいる。

### 出演者
ゴリけん - 番組での役割「年上」
スタッフも含めた5人では最年長だが、数々のミス（噛む、言い間違い、勘違い、健康管理が出来ない、不明瞭な発言、運動神経の無さ）を繰り返すため、年下の斉藤、矢野からは尊敬されていない。
「福大ネットワーク、GKネットワーク」（"福大"はゴリけんの母校である福岡大学、"GK"はゴリけんの略）と番組内で呼ばれる人脈を活用し、現地の情報収集や観光スポットの提案等を率先して行っている。しかし大半はゴリけんの個人的な趣味（日本史、特に幕末）であり番組を私物化するため、斉藤、矢野から却下される事も多い。
自身の出身地に種田山頭火の石碑があり、山頭火への特別な想いがあることから、旅先で山頭火の歌碑等を発見すると、否定的な発言をすることが多い。
一献では恐妻家エピソードで弄られることが多かったが、#256での一献で離婚を発表。その後は斉藤から離婚をネタとして弄られることが多くなった。
手汗の症状のためドライバー担当は控えていたが、2023年5月19日放送分から再開した。
#276の浮御堂を激写する旅では、体調不良になった子供の面倒を見るため旅は不参加となった。
元芸人で同期の金沢知樹をライバル視しており、一献では勢い余って金沢に電話をかけることがある。
斉藤優（パラシュート部隊） - 番組での役割「ドライバー」
車移動の場合は運転を務めることがほとんどである。目的地が自動車移動と新幹線移動の境目となる関西に決まった場合、新幹線移動を強く懇願する場面がある。
鹿児島でレギュラー番組を持っていたため、目的地が鹿児島になった場合は旅のコーディネートを買って出ることが多い。
運転席で次元大介のように帽子を深く被って寝たふりをし、鍵をロックして車内に入れないイタズラ（通称「次元」）を行う。
ロケでは帽子を被って参加している（当初はまちまちだったが、2014年頃から2017年途中頃までは赤い帽子、その後は番組グッズのキャップ）。
泣き上戸であり、一献で泣き出すことがしばしばある。
ローソンでドラゴンクエストの一番くじが開催される時期と番組ロケが重なった際、ミッション中であるにも関わらず、妻である「マリちゃん」の命令で自腹を切ってA賞が当たるまで引く事がある。
#296の湧水町のスポットリサーチの回は、体調不良のため冒頭から不参加となった。
矢野ペペ（パラシュート部隊） - 番組での役割「メモ＆カメラ＆Wiki＆その他雑用」
街頭インタビュー時のメモや、旅先の写真撮影を行っているが、たまにカメラを忘れたり紛失しそうになる。特に動物の写真には拘りを持ち、他の2人からは「動物カメラマン」と呼ばれている。第4期からは番組のナレーションを担当（第3期までは3人が交代でナレーションをしていた）。
下戸であり、一献ではもっぱらコーラを飲む。他2人の抑え役や、ツッコミ役に回ることが多い。イジられ過ぎるとふてくされる。
普通免許を所持しているが技術に不安な部分が多く、運転することはほぼなかったが、2015年5月の銭形砂絵の回からは帰り道などで運転することが増えている。
番組開始当初から2014年頃まではタオルを頭に巻いてロケに参加していた。
相方の斉藤とゴリけんは同じテレビ西日本制作の『めんたいぴりり』シリーズに出演しているが、矢野は出演していない。そのため同作品の話になると、2人が矢野に話を振るのが定番のいじりネタである。
ミッションで訪れた都道府県の観光地にて矢野だけ放置されて出発し、戻ってくるといざこざになるパターンもある（その際に運転席にいる者によりしばしば「次元」をかまされる）。
主に冬季、上半身裸になる持ちネタの「乾布摩擦」を振られることがある。
過去#109、#300の旅を体調不良で欠席している。

### 同行スタッフ
富永治明 - 撮影・演出
1977年10月7日生まれ。B型。
カメラマンも兼任するディレクター。通称「トミさん」。番組制作を請け負う映像制作会社の代表取締役。福岡県粕屋郡宇美町出身。
第3期までは竹中義博ディレクターと交代で務めていたが、第4期以降は全ての旅に同行している。画面に映る機会は稀であるが、ほぼ全ての場面で出演者と会話を行っている。車内では助手席に座り撮影を行う。
高所恐怖症であり、高い位置での撮影は別のメンバーにやってもらう。4歳年上のゴリけんとは世代こそ違うものの、福岡大学の先輩後輩の関係である。
利き手・利き足共に左利き。
ゴリけんが離婚を発表した際の一献で、自身も前年に離婚していたことを発表（2022年4月9日放送分）し、発表していなかった理由については「聞かれなかったから」とした。その後、2023年3月10日の放送回で彼女ができたことを発表した。
矢野雄暉
2023年5月6日放送回より登場。大阪大学卒業。矢野ペペと名字被りと言うことで矢野Aと呼ばれていたが、蕪島神社の回（2日目）で「ユウキン」と呼ばれる事になった。

#### 過去の同行スタッフ
竹中義博 - 撮影・演出
カメラマンも兼任するディレクターで、通称「タケちゃん」。出演者3人、富永を含め、当時のメンバーで一番若かった。
第3期まではディレクターを富永と交代で務めており、出演者とはフランクに接していたため「ちゃん」付けで呼ばれていた。
斉藤と同じく三国志のファンであり、三国志関連の場所に行った際は出演者そっちのけで三国志を熱く語り、ペペやゴリけんにたしなめられている。
長らく出演していなかったが、2023年1月の新春特番の際に登場した。
永山哲平 - 演出補
制作費の増加に伴い増員されたアシスタント。通称は特にない。鹿児島市出身。
元々はDVD発売に向けて諸手続を行うために街頭インタビューの時のみ同行していた。タレントではないがワタナベエンターテインメント所属の為、出演者3人の後輩であり、番組内では富永の後輩でもある。
映像に時折写り込むが、基本的に自ら発言はしない。移動中の車中で寝たり、現地で積極的に食事を取るなど旅を満喫しており、「（スタッフなのに）楽しんでいるんじゃないよ」と出演者にツッコまれる場面も見られた。
2017年4月14日の放送でディレクターに昇格したことが発表され、同時に番組を卒業した。
バリすご8終了後はフリーとして活動していたが、2021年3月からはテレビの世界を離れ九州プロレスに転職。広報・興行部に所属している。
阿部康之介 - プロデューサー
諸手続きの為に同行するアシスタント。通称「阿部ちゃん」。TNC制作部所属。
2017年4月から2022年3月まで、永山哲平に代わり番組ADとして参加。2018年10月からプロデューサーに昇格した。
出演者からは早稲田大学卒の高学歴と端正なルックスをネタにされている。既婚。
#194の一献 - 翌日の流れにより月に1度、斉藤が実母への仕送りの為に、阿部が斉藤からお金を預かって、自身のネットバンキングの口座から代わりに送金している模様。
八島初出演の2022年4月30日（同29日深夜）放送分において、TNC前で鹿児島空港に車で向かう一向を見送り同行スタッフを卒業し番組プロデューサーに専任となった。
2024年3月8日放送分にて番組プロデューサーを卒業することを発表。一献で三人に対する感謝の手紙が読み上げられた。
2025年1月の元日特番にて、人事異動によりプロデューサーとして復帰する事を発表した。
八島広樹（EE男）
芸人の傍らディレクターとしても活動。阿部に代わり2022年4月30日（29日深夜）放送分（全国旅を再開した回）から3代目アシスタントとして登場。
過去に病欠した永山の代わりとして旅に同行したことがある。
2023年4月28日の放送回をもってアシスタント卒業。この回で元々同行スタッフはテレビ局の関係者が務めるはずだったが、人材不足で八島が起用されたことが明かされている。
2024年8月9日放送回にてちくワンのスタッフとして久々に登場した。

### その他スタッフ
- 題字：てらきち
- イラスト：おほしんたろう
- 美術：荒山敦至
- CGデザイン：井之上尚太
- 編集：中野勇輝
- MA：西村良和
- デスク：無津呂愛理
- 撮影・演出：富永治明（株式会社Q）
- プロデューサー：山口顕、中島水面（2024年3月 - ）
- チーフプロデューサー：生駒央正（以前は総合演出[43]）
- 協力：ワタナベエンターテインメント
- 制作著作：テレビ西日本

### 過去
- プロデューサー：武藤大輔[44]、阿部康之介（以前は演出補、番組予算、人事権[45]）、西林武志（イベント・DVDなど）、亀井祐太（2020年7月 - ）
- 演出補：永山哲平
- 編集：山下亮一
- MA：山本哲也、利光英樹

## テーマソング

### オープニングテーマ
- 木村カエラ「BANZAI」（放送開始 - 2013年12月、2015年1月 - 3月）
- カルメラ「ロックンロールキャバレー」（2014年1月 - 12月）
- 長渕剛「情熱」（2015年4月 - 2016年3月）
- ゴリパラ「オン・ザ・ロード」（2018年4月 - 2021年12月）
- ゴリパラ「きったねえ中年の見聞録」（2022年1月 - 2024年9月）
- ゴリパラ「夢の島」（2024年10月 - ）

### エンディングテーマ
- Bank Band「奏逢〜Bank Bandのテーマ〜」（放送開始 - 2013年12月、2015年1月 - 2018年3月）
- カルメラ「Tour Of Jamaica」（2014年1月 - 12月）
- ゴリパラ「オン・ザ・ロード」（2018年4月 - 2023年3月）
- ゴリパラ「僕らの旅さ」（2023年4月 - 2024年9月）
- ゴリパラ「夢の島」（2024年10月 - ）

※2019年11月2日（1日深夜）放送分のみ、米津玄師「馬と鹿」がエンディングテーマとして放送された。

## ネット局

### レギュラー放送
| 放送対象地域   | 放送局                    | 系列                                         | 放送期間     | 放送日時                         | ネット状況       | 備考       |
| -------------- | ------------------------- | -------------------------------------------- | ------------ | -------------------------------- | ---------------- | ---------- |
| 福岡県         | テレビ西日本（TNC）       | フジテレビ系列                               | 2009年9月 -  | 土曜 0:45 - 1:15（金曜深夜）     | 【制作局】       | [ 備考 1 ] |
| 宮城県         | 仙台放送（OX）            | フジテレビ系列                               | 2016年7月 -  | 木曜 0:55 - 1:25（水曜深夜）     | 遅れネット       | [ 備考 2 ] |
| 富山県         | 富山テレビ放送（BBT）     | フジテレビ系列                               | 2025年4月 -  | 土曜 2:10 - 2:40（金曜深夜）     | 遅れネット       | [ 備考 3 ] |
| 群馬県         | 群馬テレビ（GTV）         | 独立局                                       | 2017年8月 -  | 月曜 0:00 - 0:30（日曜深夜）     | 遅れネット       |            |
| 神奈川県       | テレビ神奈川（tvk）       | 独立局                                       | 2014年4月 -  | 水曜 1:00 - 1:30（火曜深夜）     | 遅れネット       | [ 備考 4 ] |
| 静岡県         | テレビ静岡（SUT）         | フジテレビ系列                               | 2017年10月 - | 火曜 1:00 - 1:30（月曜深夜）     | 遅れネット       |            |
| 島根県・鳥取県 | さんいん中央テレビ（TSK） | フジテレビ系列                               | 2016年1月 -  | 日曜 1:45 - 2:15（土曜深夜）     | 遅れネット       | [ 備考 5 ] |
| 岡山県・香川県 | 岡山放送（OHK）           | フジテレビ系列                               | 2022年4月 -  | 水曜 0:50 - 1:20（火曜深夜）     | 遅れネット       | [ 備考 6 ] |
| 広島県         | テレビ新広島（tss）       | フジテレビ系列                               | 2017年4月 -  | 日曜 1:50 - 2:20（土曜深夜）     | 遅れネット       | [ 備考 7 ] |
| 長崎県         | テレビ長崎（KTN）         | フジテレビ系列                               | 2014年10月 - | 火曜 1:05 - 1:40（月曜深夜）     | 遅れネット       |            |
| 熊本県         | テレビくまもと（TKU）     | フジテレビ系列                               | 2016年4月 -  | 火曜 2:20 - 2:50（月曜深夜）     | 遅れネット       |            |
| 鹿児島県       | 鹿児島テレビ（KTS）       | フジテレビ系列                               | 2015年10月 - | 日曜 2:05 - 2:35（土曜深夜）     | 遅れネット       |            |
| 宮崎県         | テレビ宮崎（UMK）         | フジテレビ系列 日本テレビ系列 テレビ朝日系列 | 2024年4月 -  | 日曜 23:25 - 23:55               | 遅れネット       |            |
| 日本全国       | フジテレビONE             | CS放送                                       | 2013年10月 - | 隔週土曜 0:00 - 0:50（金曜深夜） | リピート放送あり | [ 備考 8 ] |

### 不定期放送
- 関西テレビ（KTV、関西広域圏）

### 過去のレギュラー放送局
| 放送対象地域 | 放送局                    | 系列           | 放送期間                                | 放送日時                     | ネット状況 | 備考        |
| ------------ | ------------------------- | -------------- | --------------------------------------- | ---------------------------- | ---------- | ----------- |
| 佐賀県       | サガテレビ（STS）         | フジテレビ系列 | 2019年4月 - 2020年3月                   | 土曜 0:55 - 1:25（金曜深夜） | 同時ネット |             |
| 山形県       | さくらんぼテレビ （SAY）  | フジテレビ系列 | 2015年4月 - 2016年9月                   | 日曜 1:45 - 2:15（土曜深夜） | 遅れネット |             |
| 石川県       | 石川テレビ （ITC）        | フジテレビ系列 | 2017年10月 - 2019年10月                 | 日曜 1:15 - 1:45（土曜深夜） | 遅れネット | [ 備考 9 ]  |
| 中京広域圏   | 東海テレビ （THK）        | フジテレビ系列 | 2015年7月 - 12月、2016年4月 - 2022年9月 | 火曜 1:20 - 1:55（月曜深夜） | 遅れネット | [ 備考 10 ] |
| 愛媛県       | テレビ愛媛（EBC）         | フジテレビ系列 | 2015年4月 - 2017年3月                   | 水曜 1:30 - 2:00（火曜深夜） | 遅れネット |             |
| 高知県       | 高知さんさんテレビ（KSS） | フジテレビ系列 | 2016年10月 - 2020年4月                  | 金曜 0:55 - 1:25（木曜深夜） | 遅れネット |             |
| 東京都       | TOKYO MX2                 | 独立放送局     | 2015年10月 - 2019年10月                 | 日曜 18:00 - 18:30           | 遅れネット | [ 備考 11 ] |
| 埼玉県       | テレビ埼玉                | 独立放送局     | 2018年4月 ‐ 2020年3月                   | 火曜 0:00 ‐ 0:30             | 遅れネット |             |

### 単発または不定期放送の実績がある局
- 北海道文化放送（UHB、北海道）
- 岩手めんこいテレビ[備考 12]（mit、岩手県）
- 秋田テレビ（AKT、秋田県）
- 福島テレビ（FTV、福島県）
- フジテレビ[備考 13]（CX、関東広域圏）
- サンテレビ（SUN、兵庫県）
- 四国放送 （JRT、徳島県、日本テレビ系列）
- 沖縄テレビ（OTV、沖縄県）

備考
1. ↑  2016年4月までは0:55 - 1:05に放送されるベルト番組などの編成により10分遅れて、1:05 - 1:35に放送されることが多くあった。しかし、5月以降はフジテレビで0:55より放送されるベルト番組は、TNCのみ当番組の後1:25より放送されるようになったため、10分遅れの編成は少なくなった。また、不定期で土曜や日曜の午後に再放送も行われている。
2. ↑  以前は土曜 1:25 - 1:55（金曜深夜）→金曜 0:55 - 1:25（木曜深夜）に放送した後、2022年12月までは木曜 0:55 - 1:25（水曜深夜）に、2023年1月から同年3月までは木曜 1:35 - 2:05（水曜深夜）に放送されていた。同年4月から再度、現在の放送時間で放送。
3. ↑  過去に単発での放送実績がある。
4. ↑  2024年3月までは水曜 1:30 - 2:00（火曜深夜）に放送。
5. ↑  2016年1月 - 3月は火曜 0:55 - 1:25（月曜深夜）に、同年4月 - 5月は月曜 1:30 - 2:00（日曜深夜）に、同年7月 - 2017年3月は土曜 17:00 - 17:30にそれぞれ放送し、同年4月から左記の時間にて放送。
6. ↑  2022年4月5日 - 2024年10月8日は火曜 0:25 - 1:00（月曜深夜）に、同年10月16日 - 2025年4月30日は水曜 0:25 - 1:00（火曜深夜）にそれぞれ放送していた。同年5月7日からは『何か“オモシロいコト”ないの?』の遅れネット開始に伴って放送枠を移動し、左記の時間にて放送。
7. ↑  2016年8月、9月に一度広島への旅を中心に単発放送。その後放送はなかったが、2017年4月からレギュラー放送開始。
8. ↑  隔週で2週分（前編・後編をまとめて）を放送。
9. ↑  遅れネット開始時は水曜 1:01 - 1:30（火曜深夜）に放送、変更時期不明 - 2019年10月6日のネット終了までは現在の日時で放送された。
10. ↑  当初は金曜 2:50 - 3:20に放送していたが、2016年1月から3月まで、アニメ「暗殺教室」放送のため、レギュラー放送を休止していた。2016年4月から再びレギュラー再開したが2022年9月20日で打ち切り
11. ↑  2016年3月までは日曜 1:00 - 1:30に放送。2016年4月から月曜 0:30 - 1:00に放送し、2016年7月からは火曜日に移動した。
12. ↑  2018年1月6日（5日深夜）に、#196「松尾鉱山跡を激写する旅」を単発放送。
13. ↑  2020年12月31日4:55 - 5:50に、#239「栃木県・マヌルネコを激写する旅」を単発放送。番組冒頭とエンディングには3人による紹介VTRが新規に追加されている。

## 放送日・ミッション
本放送（TNC）の放送日。第1 - 4期は「ゴリパラ見聞録 Happy New Year 生放送SP」を前に行われた視聴者アンケート（後述）より抜粋。
第1期
第2期
第3期
第4期
第5期

### 目的地
2025年8月15日OA分までの目的地の都道府県別の一覧。特別編で行った場所の都道府県も含めるが、コロナ禍で行われた企画は除外する。

### 注意
1. 1 2  全て「福岡限定旅」で訪れており、通常回では1度も目的地になっていない。
2. ↑  #37は熊本・大分
3. ↑  #87は宮崎・鹿児島
4. ↑  #97、#103は熊本・鹿児島

## 番組内での用語
（ゴリパラ）キッズ
番組ファンの通称。福岡県以外に在住するファンは「（都道府県名）+キッズ」と呼ばれることが多いが、都道府県名の最後が「き」の場合は「（都道府県名）+ッズ」と省略される（例：茨城県の場合「いばらきッズ」）。これはゴリけんが好きなHOUND DOGのファンの呼び名である『DOG KIDS』に由来する。初登場は#97（2013年）の1日目冒頭。
子供のキッズの場合は「キッズキッズ」と呼ばれる。
一献（いっこん）
1泊2日のロケ日程において、1日目の夜にホテル付近の居酒屋で開く飲み会。必ずその店の刺身盛り合わせを食すことがお約束となっている。刺身についてはこだわりがあり、斉藤は#89で「人間オギャアと生まれて刺身食って死ぬだけ」「この番組は刺身見聞録だと思っている」と発言している。ゴリパラメンバーは刺身を「343（サンヨンサン）」と称しており、このワードや『NO SASHIMI NO LIFE』というフレーズが番組Tシャツにプリントされている。
BOMB!（ボム）
ロケ中に大便を催すこと。主に斉藤とゴリけんが用いる。斉藤曰く「女子が言いやすいからぜひ広めてほしい」。
噛み様降臨
トークの最中に噛むこと、およびそれによって出されるテロップ。主に間違いの多いゴリけんに用いられる。派生形に「〜常駐」「〜皆勤」など。
ダメだ!
斉藤が他のメンバーから何かをお願いされた際に返す決め台詞。回によってはゴリけんや矢野など、斉藤以外も使用することがある。
納豆U.F.O.
混ぜた納豆を、カップ焼きそばの「U.F.O.」と混ぜ合わせたもので、それをすする際の音を「ジョバ（ジョバジョバ音）」と呼んでいる。
これは元々ゴリけんが大学時代に考案したものであるが、混ぜ合わせた際に「U.F.O.」の熱さと納豆が相まって臭気を放つためか、矢野はあまり好きではない模様。
また、2015年 - 2017年のTNCの夏のイベントでは、一般参加者を巻き込んでの「ジョバジョバ選手権（J-1グランプリ）」も行われた。
運命のお時間です!
目的地を決定するあみだくじを行う際に斉藤が言う決め台詞。最初に発したのは2016年新春特番での年末ジャンボ宝くじ大照合大会。後に番組ロケで発する際、「運命の」の後に一拍ためてから「お時間です!」と言うようになったほか、2017年の中頃あたりから、台詞を言った後に周りのギャラリーから歌舞伎の大向うのように「よっ!」「よいしょ!」のような合いの手が入るようになった（矢野がツッコミを入れたり、戸惑う顔をしたり、斉藤そっちのけでキッズとの親交を深めたりするのが定番となっている）。
停め放題だぜぇ〜
斉藤が車を駐車する際、ガラガラで停め放題の時に発することが多い。方言を交えたご当地バージョンを言うこともある（例：京都府の場合は「停め放題どすぇ〜」）。
KIKURAGE IN THE SEA（キクラゲ・イン・ザ・シー）
#103「佐多岬&エジソン館」の旅の一献の際、キクラゲの天ぷらを出されたゴリけんが「（キクラゲは）海の幸ですか?山の幸ですか?」と発した際、矢野が「海だよ」と返答したことを受けて、翌日の車移動中の会話で富永ディレクターから飛び出した発言。
インディペンデンス・デイ
斉藤の持ちネタ。#168「イルカのキャッチボールを激写する旅」において行われたゴリパラ知名度チェック（通称「飲めま10」）において、ゴリパラキッズを自分たちの近くに呼び寄せる目的で行う。
順目逆目占い
斉藤の持ちネタ。初登場は2017年1月1日の生放送内の「めでた旅」の一献。プライベートでゴリけんと風呂に入っている際、斉藤の胸毛が水面に揺れ動いている様を見たゴリけんとの間で生まれた。ロケの行方やプライベートの相談をゴリパラメンバーに持ち掛けられると、吉か凶かを斉藤が胸毛の流れ（たいていの場合入浴中など胸毛が濡れている際に行われる）で判断する。「ごめんなさ〜い……」と言いつつ順目（＝吉）となるのがお約束である。DVD第7巻の初回限定特典「一献すごろく」のマス目でも登場した（QRコードをスマホで読み取る形）。
アウ〜
ゴリけんの持ちネタ。見渡す限りの大自然を目の前にすると『北の国から』の「都会のテーマ」を口ずさむ。「アウ〜」の出る基準はゴリけんの独断である。
BRIDGE
ゴリけんの持ちネタ。立派な橋を前にするとHOUND DOGの『BRIDGE 〜あの橋をわたるとき〜』を前奏から歌いだす。ゴリパラのイベントではオープニングにこの曲をゴリけんが歌うことが定番となっているが、その際はカラオケ音源をBGMにライブさながらのパフォーマンスを披露する。
次元
ゴリけんまたは斉藤、矢野のうち誰か1人が車から離れた際、ドアの鍵をロックして入れないようにするいたずら。斉藤が帽子を深く被った様が、『ルパン三世』の登場人物である次元大介に似ていたことが由来。運転席に座るメンバーは顔を帽子か何かで覆って寝たふりをする。
大抵は個人的な理由で車を降りなければならなくなった場合に時間を浪費した報復として行われることがあるが、取材交渉など真っ当な理由がある場合にも強行される場合があり、その際は締め出されたメンバーから殴る蹴る等の仕返しをされる。
〇〇太郎
3人共通のネタ。#176「宇佐神宮を激写する旅」で訪れた柞原八幡宮のクスノキを前にゴリけんと矢野が披露した「木太郎」が初出。赤ちゃんの泣き声から「〇〇から生まれた〇〇太郎!」がお決まりのフレーズ。担当分けとしては、木は斎藤、花は矢野、それ以外の万物はゴリけんになっている。例としては「コスモスから生まれたコス太郎」「東野で生まれたパパ太郎」（矢野）、「お湯から生まれたお湯太郎」（ゴリけん）など様々なバリエーションがある。
菅平の嘘
斉藤のラグビーの実力が明らかになるまでの一連の出来事。菅平高原は、古くからラグビー合宿の聖地として知られる場所である。
#143「アスレチックを激写する旅」の一献において、斉藤が「ラグビー部の菅平合宿でUFOを見た」と発して論争になり、斉藤が本当にUFOを見たという裏付けを得るため矢野が友人に電話をかけた。しかし電話口からは「菅平には行ってないな」「俺も行きたかったもん菅平」「野沢温泉ちゃう?」などの返答が相次ぎ、UFO以前に合宿の場所すら間違えていたことが一行から問題視された。
#146「海地獄を激写する旅」では、ジャンケンに勝利した女の子が「どうなの?ゴリパラ見て」とゴリけんに問われ「面白い。菅平の嘘とか……」と発言。これが「菅平の嘘」という名称の由来である。小学生の女の子からこのような言葉が出ると思っていなかった斉藤は、その旅の車内トークで「（あの子のために）早めにマネージャーの枠を空けておいたほうが良い」と発言した。
その後、#167「黒部ダムを激写する旅」（DVD Vol.7収録）で、信州まつもと空港から目的地に向かう際、ドライバー斉藤の提案で菅平に立ち寄ることになる。到着するや否や、そのスケールを前にして「やっぱり俺が行ってたの、野沢温泉だったわ」とあっさり間違いを認めることになった。そこではラグビーボールを使って3人の技能勝負が行われたが、斉藤はAD永山の放ったキックをキャッチし損ね、中央からのペナルティゴールをミスするなど、すべて成功させた矢野と比べ散々な結果となった。
ディアボロス
斉藤が一献で泥酔した時に現れる悪魔。主に真剣な話をしているゴリけんを茶化したりラッシュ（殴打）をしたりする。
桑田カット
斉藤が往年の桑田真澄の髪型にすること。桑田自身も通う「ヘアーサロン坂本智の店 東別院店」で理髪してもらう。目的地がお店のある愛知県になった場合の恒例行事である。初登場は#61「国宝になっている犬山城」（2012年2月10日放送分）。2016年3月に行われた番組イベント「ゴリパラ披露宴」でも理髪店の店長が駆け付け行った。
お手手ループ
主にゴリけんが歴史熱など自分の私利が強い状態になった際に、斉藤・矢野が仕掛ける。ゴリけんが一度訪れた場所に、斉藤や矢野が「寂しい」「一人で行くのが怖い」などと理由をつけて、ゴリけんと手を繋いで行くのを全員分繰り返す。斉藤・矢野の誘導により、スタッフが参加する場合もある。
チュポン
矢野のペットボトルの飲み方や串ものを食べるときの癖を指す。
メンバーでペットボトルを回し飲みする際に、矢野が飲み口全体を口に含む飲み方をするため、ゴリけんと斉藤からは度々ブーイングが起こる。串ものを食べるときは、刺さっている料理すべてを口に含む。特に、夏に「チュポン」を行うのは禁じ手とされる。
2020年のコロナ禍以降は行われていない。
忘れないから〜！
キッズによりあみだくじで行き先が決まった後、出発する際に斉藤が見送るキッズへ車窓から投げかける1ネタ。
そこに、2018年末頃からゴリけんが「また会おうぜ〜！」と後から被せて言うようになり（本人曰く、斉藤が羨ましかったとのこと）、後に矢野も「サーンクス！」と続けて言うようになった。
たまにキッズではない通行人に言ってしまうこともある。
飲めま10（帰れま10のパロディ）
繁華街で不定期で行う番組知名度調査。#168の長崎市、#189の熊本市、#214の宮崎市で実施。「番組名（ランダムで3人の名前も）を知ってる福岡県在住者以外10人に会う」まで実施する。#168と#189は順当に行われたが、#214は途中から斉藤とゴリけんが答えを引き出すような場面も見られた。
いすゞのトラック
ゴリけんの敬愛する大友康平が、いすゞ社のCMソングを歌っていることから、ゴリけんはロケの道中で同社のトラックを見かけた際に「いすゞのトラック〜♪」と歌うことになった。
しかし、他メーカーのトラックに間違えて歌った場合は罰ゲームが控えている。
銀河（に行く）
スベり過ぎて宇宙空間のような無重力さを感じる状態。
天竺
一献での食リポで使用される最上級褒めコメント。
米津です！
旅の道中、トンネル内を通過するときにゴリけんによるモノマネショーが行われるようになった。その際に「米津玄師」とリクエストされたときに、モノマネが出てこなかったゴリけんによる1ネタ。
諸説あります！
旅の道中、ゴリけんが訪れた先々に残る歴史に関するエピソードを語るも、周りから「それ本当ですか？」と疑義を呈された際に返すフレーズ。
人生色々！
離婚を経験したゴリけんが話題を変える為に使うフレーズ。
俺出てないから！
道中や一献で、斉藤があかたも「めんたいぴりり」等にゴリパラ3人全員が出演しているかのようなフリのコメントをした際、唯一出演していない矢野が放つツッコミ。
ポニョってる
メンバーの誰かがカッコつけた時に使われるフレーズ。
離婚したんだよ！
ゴリけんが離婚を発表した後から使われるようになったフレーズ。斉藤が旅先で元嫁いじりをした時に使われる。

## 特別番組
ゴリパラ見聞録 ザ・ゴールデン
2011年8月26日、「テレ西夏のバラエティスペシャル」として午後7時から「ゴリパラ見聞録 ザ・ゴールデン」が放送された。ゴールデンタイムでの放送が急きょ決定したため、特別予算が配分されることなく製作費を前借りしてロケが行われた。番組の最後には「外戸本」での連載開始が発表された（後述）。また、同時間帯にUstreamでゴリけん・矢野・斉藤の3人が本放送を実況・解説する「ゴリパラ裏・生・見聞録 ザ・ゴールデン」を放送していた。
ゴリパラ見聞録（第3期）再放送
2012年4月から2013年3月まで、（この時点で）約1年前の第3期の再放送を毎週土曜5:30から行っていた（4月は平日深夜）。この頃は本放送と再放送が中4時間であったことから、出演者がTwitter上で本放送とともに再放送の告知を同時に行っていたこともあった。
2013年元日の旅 1時間SP
2013年1月は当時内包していた番組コレカラの各コーナーが週替わりで1時間スペシャルを放送する月だったため、1月18日に本番組の新春1時間スペシャルが放送された。当番組初の1時間スペシャルであり、前・後編に分けずに2日間の旅を通しで放送された。その際本項が紹介された。出演者は番組内容の詳細な記載に感動していた。なお、パラシュート部隊がゴリけんより芸歴が上との記載があり、そこは間違いであることを指摘していたため（正しくはゴリけんが芸歴16年でパラシュート部隊が15年である）修正されているものの、他に記載されていた文章に間違いはないと話していた。
ゴリパラ見聞録 Happy New Year 生放送SP 2014
2014年1月1日（2013年12月31日深夜）0:45 - 4:00に生放送された新春特番。主な内容は以下の通り。
- 「ゴリパラベストトリップ」の発表

年末に公式HPで実施した視聴者アンケートによるランキング。この中から#67・12・101［放送順］を再放送
- 「出演者の名珍場面集」

番組に度々登場した「美東のミポリン」とのVTR、及び斉藤・ゴリけんの名場面集
- FAX・メールで番組への質問を募集

おほしんたろう、なべ（ノボせもん）が「FAXボーイ」として出演
- 重大発表

「カルメラによる音楽プロデュース決定」、「番組DVDの発売決定」（共に後述）
なお、2014年2月23日にはフジテレビONEのローカルサンデー（前述）でも特集され、4月12日にはフジテレビONEで当特番が放送された。
ゴリパラ見聞録 緊急生放送
2014年11月21日 24:50 - 25:20に生放送された特番。主な内容は以下の通り。
- 「番組DVD vol.2の発売決定」

2015年1月1日にDVD vol/2の発売が決定。番組開始10分後（25:00）よりセブンネットでの予約を開始。予約枚数を生放送中に随時発表した。
- 「ゴリパラ新年会開催」

2015年1月10日にDVD発売記念ゴリパラ新年会を開催。番組内で（3人も知らされていなかった）開催場所を発表。
- 「ゴリけん・パラシュート部隊のLINEスタンプ発売」

番組内に頻出するワードを使ったゴリけん・パラシュート部隊のLINEスタンプを発売。
- 「海外での放送決定」

日時に言及はなかったが、インドネシアとミャンマーで放送されることもが発表された。しかし宗教上の理由で飲酒シーンは放送できず、後編（2日目）のみの放送。
ゴリパラ見聞録 Happy New Year 生放送 SP 2015
2015年1月1日（2014年12月31日深夜）0:45 - 4:00に生放送された新春特番。テレビ長崎でも同時ネット。
主な内容は以下の通り。
- 「矢野ぺぺのペーパードライバー講習＆長崎へお礼の旅」

この講習により、稀にだが矢野も運転するようになる
- 「もう一度みたい名場面集」
- 「ゴリパラクッキング」

納豆U.F.O.のゴリパラ公式の作り方を紹介
- ゴリパラキッズが選んだ「ベストトリップ2014」

年末に公式HPで実施した視聴者アンケートによるランキング。ベスト5の中から1位の#109「炊飯器で飲み物が出てくる居酒屋を激写する旅」を放送
- FAX・メールで番組への質問を募集

去年と同じく、おほしんたろう、なべ（ノボせもん）が「ワタナベFAXボーイズ」として出演
ゴリパラ見聞録 Happy New Year 生放送 SP 2016
2016年1月1日（2015年12月31日深夜）0:45 - 4:00 に生放送された新春特番。
テレビ長崎と。鹿児島テレビでも同時ネットで放送された。
主な内容は以下の通り。
- DVD第4弾の発売が決定
- 完全新作!年賀状の写真を撮るめでた旅

旅先で年賀状の写真を撮り視聴者にプレゼント。福岡沖縄を除く九州6県の中から、あみだくじで佐賀県が選ばれた。
- 夢をつかめ!10億円 年末ジャンボ宝くじ大照合大会

上記旅で購入した宝くじの照合を行った。5等の3000円が1枚当選。
- 矢野ペペの結婚発表

披露宴とDVD発売記念を兼ねたイベントを、福岡サンパレスで開催する事が決定
- さぬき映画祭にて「水曜どうでしょう」とのトークイベントが開催されることが決定。

本広克行監督からのオファーがあり、そのメッセージをVTRで紹介
- 記念すべき第1回のアンコール放送

2009年10月16日に放送されたレギュラー放送第1回「鳥取砂丘への旅」を放送。
- VS 納豆U.F.O.

ゴリけんが考えた「納豆U.F.O.」に対抗する日清焼そばU.F.O.のアレンジレシピを募集し紹介。
- FAX・メールで番組への質問を募集

去年と同じく、おほしんたろう、なべ（ノボせもん）が「ゴリパラFAXボーイズ」として出演
ゴリパラ見聞録 Happy New Year 生放送 SP 2017
2017年1月1日（2016年12月31日深夜）0:45 - 3:00 に生放送された新春特番。昨年に引き続き、テレビ長崎と鹿児島テレビで同時ネットで放送された。北部九州地区の視聴率は1.8%であった。そして、今回初めてのキッズ（観覧）を入れての生放送となった。
主な内容は以下の通り。
- ゴリパラ新Tシャツ総選挙

3人が選んだワードを各々5個ずつの合計15個の中からホームページでキッズによる投票を行い、上位3個のワードのTシャツをグッズ化しようという企画。斎藤の「運命のお時間です！」「とめ放題だぜぇ！」と矢野の「KIKURAGE IN THE SEA」の3つが選ばれた。ちなみに4位がゴリけんの「BOMB!」だった。
- 年賀状の写真を撮るめでた旅

旅先で年賀状の写真を撮り視聴者にプレゼント。3人が福岡を除く九州6県から、あみだくじで熊本県が選ばれた。
- 四大都市ツアー「行商」の東京公演に密着映像　〜　四大都市ツアー「行商」の福岡公演の詳細を大発表

サンダー町田による福岡公演の詳細を発表。2017年4月16日にかしいかえんでゴリパラサンダーランド（仮）が開催されることが発表された。内容としては、「BRIDGEなりきり選手権」、「ゴリパラリカルパレード」、サンダー町田プロデュースによる「ヒーローショー」、ゴリパラテーマソングお披露目。
- さぬき映画祭2017の水曜どうでしょう×ゴリパラ見聞録トークショー内で、水曜どうでしょうとの完全新作コラボが放映されることが発表された。
- FAX・メールで番組への質問を募集
昨年に続き、おほしんたろう、なべ（ノボせもん）が「ゴリパラFAXボーイズ」として出演

ゴリパラ見聞録 Happy New Year 生放送 SP 2018
2018年1月1日（2017年12月31日深夜）0:45 - 3:00 に生放送された新春特番。昨年に引き続きテレビ長崎、鹿児島テレビでも同時ネット（テレビ長崎は0:50飛び乗り）。また、今回はTOKYO MX2でも放送。異例のフジテレビ系列外での同時ネットとなった。
主な内容は以下の通り。
- DVD累計売上枚数10万枚突破を発表
- ゴリパラフェス in福岡サンパレス 開催を発表

福岡サンパレスでの2回目となるイベントを開催することを決定。また、このイベントでは番組オリジナルの新テーマソングの制作が発表された。
- ゴリパラTシャツデザインコンテスト

ゴリパラキッズから新Tシャツのデザインを募集し、ゴリパラメンバー3人やスタッフが厳選した5つの中から1つを投票でリアルタイムで投票してもらう企画。投票は番組ホームページで行われた。
- 年賀状の写真を撮るめでた旅

旅先で年賀状の写真を撮り視聴者にプレゼント。3人が福岡を除く九州沖縄7県を5つ記入し、その中からあみだくじで沖縄が選ばれた。
- ゴリパラからのお年玉企画 もってけ旅行券

当番組初となるお年玉企画。しかし、当番組には予算がないため、旅行券代となる3万円は出演者の自腹となり、自腹をかけたリフティング対決を行う。そこではゴリけんが敗れて自腹で支払うこととなった。
- FAX・メールで番組への質問を募集

おほしんたろう、なべ（ノボせもん）、かごしま太郎が「ゴリパラFAXボーイズ」として出演
ゴリパラ見聞録 Happy New Year 生放送 SP 2019
2019年1月1日（2018年12月31日深夜）に放送。
昨年に引き続き、テレビ長崎と鹿児島テレビで同時ネットで放送された。また、同日19:00からフジテレビONEで録画放送された。
主な内容は以下の通り。
- 年賀状の写真を撮るめでた旅

内容は、2018年O.A「福島県・芦ノ牧温泉駅のネコ駅長を激写する旅」におけるゴリけんの提案どおり、福岡県星野村にある池の山キャンプ場でキャンプファイヤー（番組内では「めで焚き火」と呼称）をするというもの。
- DVD Vol.8 発売発表。

発表と同時に予約を開始し、番組内で逐次予約枚数が発表された。
- 番組テーマソング「オン・ザ・ロード」CD発売及び所属レーベル発表

めでた旅の後編として、所属レーベルであるエイベックスを訪問し、担当者との顔合わせをする様子が放送された。
- Zepp Fukuoka公演発表
- FAX・メールで番組への感想を募集
- オン・ザ・ロード生歌唱

ゴリパラ見聞録 Happy New Year 生放送 SP 2020
2020年1月1日（2019年12月31日深夜）に放送。昨年に引き続きテレビ長崎と鹿児島テレビ、今年はさらにサガテレビで同時ネットで放送された。また、同日18:00からフジテレビONEで録画放送された。
主な内容は以下の通り。
- DVD Vol.9 発売発表

発表と同時に予約を開始し、番組内で逐次予約枚数が発表された。
- 年賀状の写真を撮る新春めでた旅

昨年Zepp Fukuokaで開催されたゴリパラシンポジウムでの公約総選挙で「ゴリパラ10周年イベント」としてゴリけんのゴリパラ日奈久フェスの開催が決定したため、視察を兼ねてイベント開催地の日奈久を巡った。
- 生駒CPによる鍋披露

普段は本番終わりに頂いている鍋を、今回は生放送で披露。
- スーパーゴリパラ通信

DVD特典のゴリパラ特製貼りパス、YouTubeゴリパラ公式チャンネル（仮）開設について説明がされた。
- 新春!恋人選び

DVD購入者の男女比が7:3で女性が少ないということで、女性の購入者を増やすべく誰が一番女性に人気があるのか? 調査が行われた。
- 10周年イベントとして福岡国際センターでの開催を発表
- きったねぇ中年の見聞録を生歌唱
- FAX・メールで番組への質問・応援メッセージを募集

渡辺大、平川翔也（TSKアナウンサー）が「ゴリパラFAXボーイズ」として出演。今年のテーマは「新年からいただきます」。
ゴリパラ見聞録 Happy New Year 生放送 SP 2021
2021年1月1日（2020年12月31日深夜）に放送。テレビ長崎と鹿児島テレビで同時ネットで放送された。また、同日18:00からフジテレビONEで録画放送された。
主な内容は以下の通り。
- ゴリパラ見聞録 カレンダーの写真を撮影する旅

福岡県内で、1月から12月分の写真を撮影して、ゴリパラカレンダー2021として番組HPで無料配布された。
- スーパーゴリパラ通信

ゴリパラ見聞録 LINEスタンプ発売が発表された。
- 「ゴリパラ日奈久フェス リハーサル オンライン開催」の発表

2020年4月3日に開催予定だった「ゴリパラ日奈久フェス」をそのままオンラインで実施して、それを改善しパワアップしたものを日奈久で開催するためのオンラインイベント。

ゴリパラ見聞録 Happy New Year 生放送 SP 2022
2022年1月1日（2021年12月31日深夜）に放送。テレビ長崎と鹿児島テレビで同時ネットで放送された。また、同日18:00からフジテレビONEで録画放送された。
主な内容は以下の通り。
- ゴリパラ見聞録 カレンダーの写真を撮影する旅

鹿児島県内で、1月から12月分の写真を撮影して、ゴリパラカレンダー2022として番組HPで無料配布された。
- ゴリパラ見聞録DVD外伝　ゴリパラクエストIN京都販売決定

番組内で内容や特典紹介が行われた。
ゴリパラ見聞録 Happy New Year 生放送 SP 2023
2023年1月1日（2022年12月31日深夜）に放送。テレビ長崎と鹿児島テレビで同時ネットで放送された。また、同日18:00からフジテレビONEで録画放送された。
主な内容は以下の通り。
- ゴリパラ見聞録DVD&Blu-ray Vol.10販売発表

収録内容や特典内容、さらに過去作のブルーレイ化も発表された。
- ゴリパラ見聞録開運の旅

大分県にある開運ロードと呼ばれる場所でサイコロを一個ずつ振って「3」「4」「3」（サシミの語呂合わせ）が出るまで続けるというもの
- スーパーゴリパラ通信ハイパー

ゴリパラ in Zepp Fukuoka開催についての発表。
- ダイエット対決

ゴリけんとトミさんの体重測定でどちらがダイエット成功したか競う企画

ゴリパラ見聞録 Happy New Year 生放送 SP 2024
2024年1月1日（2023年12月31日深夜）に放送。テレビ長崎と鹿児島テレビで同時ネットで放送された。また、同日18:00からフジテレビONEで録画放送された。この回は鳥飼八幡宮から中継となった。
主な内容は以下の通り。
- 新春！わらしべ長者の旅

わらしべ長者発祥の地とされている奈良県で番組DVDから始まる物々交換を5回行って視聴者プレゼントをするという企画。
- スーパーゴリパラ通信

ゴリパラ見聞録DVD&Blu-ray Vol.11販売とYouTubeオリジナル企画のゴリパラ観光課が発表された。
- ゴリ益！めでたスゴロク

TNCからゴールの鵜飼八幡宮までをサイコロを振って進んだマスに書いてあるお題を達成する企画。プレイヤーとしてゴリけんが外ロケを敢行した。

ゴリパラ見聞録15周年特番　ゴリパラ・ ザ・ゴールデン！
2024年11月19日午後7時に放送された。ゴリパラ放送開始15周年を記念して前回のゴールデン特番から13年ぶりのオンエアとなった。旅先は地上波版ゴリパラでは初となる海外である韓国・釜山。またリアルタイムで視聴できる地域限定で1泊2日の韓国釜山の旅行券が応募者の中から2人1組に当たるプレゼント企画も開催された。2025年1月3日午前2時20分からはフジテレビでも遅れネット放送された。

ゴリパラ見聞録 Happy New Year 生放送 SP 2025
2025年1月1日（2024年12月31日深夜）に放送。フジテレビONEでは同日18時20分より放送。この回より有観客のスタジオ収録が復活した。
パラシュート部隊のユニットY&Pによる「ひとり咲き」、ゴリけんのダイエット企画を主に行われた。

## 音楽プロデュース
2014 Happy New Year 生放送SPにて、インストジャズロックバンドのカルメラが番組テーマ曲（ロックンロールキャバレー）と音楽プロデュース（番組内BGM）を担当することが発表され、2014年1月17日放送分（#107）から使用されている（このタイミングで、番組内のオープニングタイトル等が一部変更されている）。きっかけは矢野の好きなアーティストだったことであり、それを聞いたプロデューサーが直接オファーし、カルメラ側が了承。実現となった。発表後に西崎ゴウシ伝説など一部メンバーがテレビ電話にて出演し、オファーを承諾した理由のひとつに「福岡でのライブ時に当番組を見ていたこと」と明かしている。テーマ曲には（元々インストである）ロックンロールキャバレーに歌詞を付け、矢野が歌う特別バージョンが完成次第使用される予定と発表されていたが、2014年一杯でカルメラの音楽プロデュースが終了したことによりテーマ曲として放送されることはなかった。

## ローカルサンデー
フジテレビONEの番組「ローカルサンデー 〜ご当地の人気番組を見てみよう〜」で当番組が計3回特集された。
特集されたのは「『○○どうでしょう』への道」という、FNS系列28局制作の（全国では知られていない）レギュラー番組を紹介し、好評であればCSでレギュラー放送することで水曜どうでしょうに代表される「地方局発の人気番組」を生み出すことを目標にしたコーナーである。
- 2013年6月16日放送…#89 長崎県 母の故郷の教会の旅（ゲスト：富永ディレクター）
- 2013年8月25日放送…#90 静岡県 伊豆の踊子の旅（ゲスト：矢野ペペ）
- 2013年9月22日放送…#95 長崎県 雲仙地獄の旅（ゲスト：斉藤優）

3回目の特集時には2013年11月からのCSでのレギュラー放送が発表された（隔週：本放送の前後編をまとめて放送）。

## 連載
2012年1月号（2011年11月20日発行）から2014年8・9月号（2014年6月20日発行）まで、九州・山口の旅行雑誌「外戸本」（文榮出版社）でゴリパラ見聞録の放送内容を基にした連載を行っていた。これは本番組のファンである外戸本の編集者が、斉藤の「（ゴリパラの）旅本くらい出せるよな」「誰に言えば出せるの？」と発言した回を見て、番組宛にメールで直接オファーしたことで実現したものである。この件は言い出しっぺである斉藤のみが文榮出版社を訪れ、ゴリけんやゴールデン回のナレーションをした矢野にも放送時まで秘密にされていた。

## DVD
2014年5月25日発売のVol.1を皮切りに、年1 - 2回のペースでDVDを発売している。著作権の関係でOP、BGM（それに伴う演出も含む）のカット・変更が施されている。Vol.10よりブルーレイも販売されるようになり、過去作もまとめてブルーレイ化されることが発表された。

### DVD一覧
| Vol. | 発売日         | 収録された旅 | 特典映像 |
| ---- | -------------- | --- | --- |
| 1    | 2014年5月25日  | - 静岡県 伊豆の踊子像を激写 - 鹿児島県 大きな龍の像を激写 - 宮崎県 ゴリパラ的高千穂リサーチ | - ベストバウト - ゴリパラペディア - ゴリパラメンバーてどんな奴ら？ |
| 2    | 2015年1月1日   | - 長崎県 雲仙地獄を激写の旅 - 鹿児島県 開聞岳山頂からの景色 - 熊本県 天草五橋を激写する旅 | - 禁断の福岡の旅 - ぺぺ、伝説のハミングLIVE |
| 3    | 2015年8月1日   | - 福島県 五色沼を激写する旅 - 長崎県 オメガ塔を激写する旅 - 京都府 鈴虫寺で恋愛成就祈願の旅 | - 禁断の福岡の旅part.2 - ゴリペペ散歩 |
| 4    | 2016年3月14日  | - 熊本県 トンカラリンへの旅 - 静岡県 胎内神社への旅 - 三重県 ナガシマスパーランドへの旅 | - 禁断の福岡の旅part.3 - とどメシ |
| 5    | 2016年10月31日 | - 宮崎県 鵜戸神宮を激写する旅 - 長野県 木曽馬の里を訪ねる旅 - 佐賀県 三重津海軍所跡を激写する旅 | - 禁断の福岡の旅part.4 - ゴリパラ披露宴 in 福岡サンパレス |
| 6    | 2017年5月29日  | - 長野県 貧乏神神社を激写する旅 - 茨城県 竜神大吊橋からバンジージャンプをする旅 - 高知県 ジョン万次郎資料館を激写する旅 | - 禁断の福岡旅part.5 - ゴリパラヌーボ |
| 7    | 2017年12月4日  | - 富山県 黒部ダムを激写する旅 - 長崎県 イルカのキャッチボールを激写する旅 - 京都府 藤森神社を参拝する旅 | - 禁断の福岡旅part.6 - ゴリパラサンダーランドinかしいかえんの舞台裏 - ゴリパラサンダーランドinかしいかえん ヒーローショー「とんこつ戦隊ラーメンジャー」 - 水曜どうでしょう×ゴリパラ見聞録コラボ企画 「ゴリパラどうでしょう」「水曜見聞録」 |
| 8    | 2019年3月4日   | - 熊本県 天竺頂上の景色を激写する旅 - 静岡県 胎内神社を参拝する旅2 - 山口県 依頼者の友達のお店を視察する旅 | - ゴリパラ THE WORLD 〜香港・マカオの旅〜 - 六本松見聞録 |
| 9    | 2020年3月2日   | - 熊本県 阿蘇ファームランドを激写する旅 - 大阪府 歯神社を参拝する旅 - 秋田県 尾去沢鉱山を激写する旅 | - ゴリパラ THE WORLD in モンゴル - ゲストと一献 「斉藤和巳」「渡辺大」 |
| 9.5  | 2020年12月22日 | レッドセレクション ~追憶のさえ幸編~ - 宮崎県 青島神社を激写する旅 - 鹿児島県 志布志の魅力を発見する旅 - 鹿児島県 重富中学校を激写する旅 イエローセレクション ~伝説のカレー編~ - 島根県 出雲大社へ合格祈願の旅 - 宮崎県 モアイ像を激写する旅 - 長崎県 依頼者の母校を訪ねる旅 ブルーセレクション ~奇跡のアクティブ編~ - 宮崎県 黒霧島の工場を見学 - 千葉県 アスレチックを体験する旅 - 鹿児島県 フォレストアドベンチャーに挑戦する旅 | レッドセレクション ~追憶のさえ幸編~ - 斉藤優、レクサスを買う イエローセレクション ~伝説のカレー編~ - ゴリけん 子どものためにカブトムシ大捜索 ブルーセレクション ~奇跡のアクティブ編~ - パラシュート部隊 ゴルフ対決                         |
| 外伝 | 2022年3月21日  | - 静岡県 胎内神社を参拝する旅2 - 宮崎県 青島を激写する旅 - 栃木県 マヌルネコを激写する旅 - 福岡県 志賀海神社を参拝する旅 | - ゴリパラクエスト in 京都 |
| 10   | 2023年3月20日  | - 福島県 芦ノ牧温泉駅のネコ駅長を激写する旅 - 栃木県 益子焼を訪ねる旅 - 特別編 お台場イベントの旅 | - 初心にかえって10万円の旅 |
| 11   | 2024年3月18日  | - 兵庫県 てらきちさんに会いに行く旅 - 新潟県 清津峡トンネルを激写する旅 - 山梨県 富士急ハイランドを楽しむ旅 | - ゴリパラ THE WORLD in インドネシア「ボロブドゥール遺跡を訪ねる旅」 |
| 12   | 2025年3月17日  | - 佐賀県 陶山神社を参拝する旅 - 大分県 釣り堀のヌシを釣る旅 - 栃木県 岩下の新生姜ミュージアムを訪ねる旅 | - ゴリパラ THE WORLD in マダガスカル「世界一キレイなカメを激写する旅」 |

### 記念番組
番組初DVD5月25日発売記念! 旅の傑作選
2014年4月5日から5月10日まで、毎週土曜12:00から（この時点で）約2年前の第3期から以下の回が放送された（計6回）。
- 島根県 世界一大きな砂時計への旅（#36）
- 鹿児島県 神秘的なスポット（#46）
- 岡山県 プノンペンラーメンの由来（#54）
- 鹿児島県 合格祈願のすべらない砂（#66）
- 愛媛県 長浜地区にある想い出の赤橋（#34）
- 山口県 吉田松陰が教えた松下村塾（#60）

オープニングには3人によるDVD宣伝コメントを付加して放送された。
ゴリけん・パラシュート部隊の『ゴリパラジオ』
2014年4月29日14:00 - 15:00にニッポン放送（関東ローカル）で放送。福岡での放送はなかったが、後述のDVD発売直前特番でスタジオ収録の模様が一部放送された。DVDの首都圏でのPRを兼ねた特別番組であり、3人が東京で仲良くしていた堀内健（ネプチューン）がわざわざスケジュールを調整してゲスト出演している。
ゴリパラ見聞録DVD発売直前特番 東京のスターに猛烈プロモーションスペシャル
2014年5月17日12:00 - 12:54に放送（福岡ローカル）。3人が東京に赴き、所属事務所の先輩・後輩にDVDを売り込む姿に密着した特別番組。エンディングにはDVD発売当日に開催される番組イベントの告知も行われた。
出演タレント（登場順）
- 堀内健（ネプチューン、前述のラジオ収録に参加）
- 澤部佑（ハライチ）
- 中山秀征
- ロッチ
- 柏木由紀（AKB48、TOKYO FM『柏木由紀のYUKIRIN TIME』に3人がゲスト出演。斉藤はこれを最後に離脱[91]）
- 松本明子
- ビビる大木
- 中村昌也（大木の楽屋に遊びに来ていた）
- ブルーリバー
- 我が家
- 田中卓志（アンガールズ）
- 恵俊彰（ホンジャマカ）

DVD第2弾発売記念! 旅の傑作選
2014年11月29日から12月27日まで、毎週土曜12:30から以下の回が放送された（計5回）。
- 和歌山県 水中ポストを探す旅（#93）
- 三重県 伊勢神宮でDVD祈願の旅（#96）
- 島根県 出雲大社へ合格祈願の旅（#98）

オープニングには3人によるDVD宣伝コメントを付加して放送された。
DVD第4弾発売記念!ゴリパラ見聞録傑作選
2016年2月14日、21日の深夜0:50 - 1:50に、前後半まとめられた1時間スペシャルで放送された（計2回）
- 長崎県 つがねの滝を激写する旅
- 奈良県 炊飯器で飲み物が出てくる居酒屋を訪ねる旅

## CD
1st シングル『オン・ザ・ロード』
2018年1月1日の元日特番でキッズから募集したフレーズを元に作成した歌詞に、音楽プロデューサー今井了介が曲を付けたもの。
2018年3月4日の『ゴリパラフェスティバル 2018＠福岡サンパレス』での初披露から約1年を経て音源化。

### CD発売形式一覧
※発売は全てavex trax
| Type   | 品番         | 内容                                | 価格（税抜） | 備考                                                                       |
| ------ | ------------ | ----------------------------------- | ------------ | -------------------------------------------------------------------------- |
| Type-A | AVZD-94381   | CD＋DVD＋ゴリパラTシャツ（Lサイズ） | 4,167円      | ※数量限定生産                                                              |
| Type-B | AVCD-94382/B | CD＋DVD                             | 1,759円      |                                                                            |
| Type-C | AVCD-94383   | CD（ゴリけん盤）                    | 926円        | ※ジャケットがゴリけんのアップ。 裏面がゴリけん企画のデザイン。             |
| Type-D | AVCD-94384   | CD（パラシュート部隊/斉藤優盤）     | 926円        | ※ジャケットが斉藤のアップ。 裏面が斉藤企画のデザイン。                     |
| Type-E | AVCD-94385   | CD（パラシュート部隊/矢野ペペ盤）   | 926円        | ※ジャケットが矢野のアップ。 裏面が矢野企画のデザイン。                     |
|        |              | TYPE-A＋B＋C＋D＋E 5枚セット        | 8,704円      | セブンネット限定商品 特典：ビッグサイズ ゴリパラナンバープレートステッカー |

## 番組イベント
2012年から年1回、番組主催でトークライブが行われている。また、2013年のテレ西夏祭りでの番組ブース出展以降、TNC主催のイベントやDVD発売のタイミングでゴリパラ見聞録関連のイベントが多く開催されるようになった。本項では「ゴリけん」「パラシュート部隊」が共に参加したイベントと区別するため、3人が「ゴリパラ見聞録の出演者」として参加したイベント・番組中に告知の行われたイベントのみを抜粋。
ゴリパラ見聞録懇親会2012
2012年2月17日、『番組初のトークライブ』と『ゴリパラと過ごす素敵な飲み会』の2部構成で行われたイベント。
また、この時インタビューを行い第3期最後の旅のミッションを決定した。
goripara fes'（テレ西夏祭り2013）
2013年7月27日・7月28日、TNCのイベント「テレビ西日本開局55周年記念 みんなえがお2013 GO!GO! テレ西夏祭り」に番組ブースを出展。初の番組グッズの販売と全国旅のお土産抽選会を行った。番組グッズの販売は一献の席で斉藤が提案したものであり、「goripara fes'」と命名。番組予算でグッズを製作。1日目でタオル以外全て完売した。また、この時インタビューを行い旅のミッションを決定、その足で旅に出発した
祝！100旅記念！ゴリパラ見聞録トークライブ
2013年8月18日、当番組での旅が『テレ西のタネ』から数えて100回を迎えるのを記念して行われたトークライブ（2回公演）。
2回公演のチケット100枚は即完売した。この時インタビューを行い100旅目の旅のミッションを決定した。
ゴリパラ見聞録トークライブ（福岡キャンピングカー＆アウトドアショー2013）
2013年11月17日、マリンメッセ福岡で行われた「福岡キャンピングカー＆アウトドアショー2013」内のステージイベントとして行われたトークライブ（2回公演）。
2公演目は急遽イベントの出展ブースから賞品が集まり、プレゼント大会が行われた。
ゴリパラ見聞録トークライブ＆大プレゼント大会（テレ西春の大感謝祭 全国うまかもん市）
2014年3月30日、天神中央公園で行われた「テレ西春の大感謝祭 全国うまかもん市」内のステージイベントとして行われたトークライブ。前回のトークライブ同様、プレゼント大会も行われた。
DVD発売記念 ゴリパラ見聞録大感謝祭
2014年5月25日、DVD vol.1の発売日にベイサイドプレイス博多埠頭で行われた発売記念イベント。
会場ではステージイベントのほかに番組の新グッズの販売や来場者全員に番組特製のトレーディングカードを配布した。
テレ西夏祭り2014
2014年8月3日、TNCのイベント「テレ西夏祭り2014〜こどもの笑顔に会いに行く」内で行われたゴリパラ見聞録のステージイベント。
番組イベント後、同ステージでライブを行うカルメラとロックンロールキャバレー（ゴリパラ見聞録ver）を披露。前回の大感謝祭同様グッズ販売も行った。また、この時インタビューを行い旅のミッションを決定した。
福岡キャンピングカー＆アウトドアショー2014
2014年11月16日、マリンメッセ福岡で行われた「福岡キャンピングカー＆アウトドアショー2014」で3人がステージMCとして登場。
当日は急遽ゴリけん・パラシュート部隊の3人への大質問大会が行われた。
ゴリパラ見聞録DVD vol.2 発売記念！ゴリパラ大新年会
2015年1月10日、Zepp Fukuokaで開催されたDVD vol.2発売記念イベント。前述の緊急生放送内で開催を発表、同時に3人にも知らされていなかった開催場所（Zepp Fukuoka）も発表された。
ゴリパラ見聞録第1回ジョバジョバ選手権
2015年8月2日、TNCのイベント「TNC夏祭り2015〜こどもは未来」内で行われたゴリパラ見聞録のステージイベント。番組名物の納豆U.F.O.でどれだけ高い「ジョバジョバ」音を出せるかを一般参加者と出演者が競うもの。
ゴリパラ披露宴
2016年3月21日、以前から目標としていた福岡サンパレスでの初のイベント。矢野ペペの結婚を記念し、披露宴形式で開催。また、品切れとなっていたグッズを復刻。
ゴリパラ見聞録第2回ジョバジョバ選手権
2016年7月23日、TNCのイベント「みんなの8ちゃんねる大感謝祭」内で行われたステージイベント。ルールは前年と同一だが、今回は納豆U.F.O+持込の一品が加算となった。
ゴリパラ見聞録DVD vol.7 発売記念　ゴリパラ新年会 in Tokyo
2018年1月21日、Zepp Tokyoで開催されたDVD vol.7発売記念イベント。当初17時公演のみの募集であったが、13時公演が追加された。当日サプライズにて、オリジナルソング「一献音頭」が披露された。これはGKネットワークによりゴリけんがボンボ藤井に作曲を依頼したものである。なお、同日、TNC鈴木克明社長より、番組出演者及びスタッフ一同に対し社長賞が授与された。
ゴリパラ見聞録DVD vol.7 発売記念　ゴリパラフェスティバル2018
2018年3月4日、福岡サンパレスで開催されたDVD vol.7発売記念イベント。新テーマ曲「オン・ザ・ロード」が披露された。これは、キッズから寄せられたフレーズを基にした歌詞に、今井了介に作曲を依頼して制作されたものである。
ゴリパラ見聞録 お台場出張ライブ
2019年8月23日、夏のお台場恒例イベント「ようこそ！！ワンガン夏祭り THE ODAIBA2019」にゴリパラ見聞録として出演。イベント内ではトークやオン・ザ・ロードの披露の他に、ロケの時に使用するあみだくじで好きなフレーズ（インディペンデンス・デイやアウ〜など）を一つ選んで披露するコーナーもあった。また、このイベントはロケとして東京に出向いており、第236回目（CSでは第146回目）の放送でその一部を見ることができる。
ゴリパラ日奈久フェスオンラインイベント
2021年4月4日、2020年に行うはずだった番組10周年を記念したゴリパラ日奈久フェスが延期となったためオンライン式で開催。番組のミッションで購入した高級スーツケースを賭けてパラシュート部隊が対決する企画があった。
ゴリパラ見聞録プレゼンツ「セカンド・ラブ」
2023年3月18日、2019年のゴリパラシンポジウム以来、約4年ぶりとなるZepp Fukuokaでのイベント。ゴリパライベントととしては初めての配信チケットも販売された。
西原商会presents スナック ゴリパラ
2024年2月12日、8年ぶりとなる福岡サンパレスで開催となったイベント。
ゴリパラキャバレー
2025年8月3日、ゴリパラ15周年企画「15本の槍」の目玉イベント。麦の会・芋の会の2回公演で福岡市民ホールにて開催された。麦と芋でそれぞれ公演内容が異なり、このイベントでは配信チケットは販売されなかった。また、芋の会ではサプライズゲストとして大友康平が出演した。

## YouTube
2020年1月1日の生放送にて番組のYouTubeチャンネルが開設されたことが発表された。それに伴い過去の旅も配信開始となり、2013年の「静岡県・伊豆の踊子の銅像を激写する旅」から順次投稿されている。ただしDVDに収録されている回と特別編、さらに一部の回は配信されていない。

## コラボ商品

### ゴリパラーメン
エースコックとのコラボでカップ麺ゴリパラーメン魚介とんこつ味を販売することを発表。2023年10月30日に販売された。また第二弾として水炊き風味も販売開始となった。

### ゴリパラカレー
セブンイレブンとのコラボ商品としてカレーを販売することを発表。ゴリパラ三人組が考案したカレーのうち、ぺぺが考案したとり天カレーライスが採用された。